# Ronaldo Senfft
Ronaldo Senfft, född den 12 juli 1954 i Rio de Janeiro, är en brasiliansk seglare.
Han tog OS-silver i soling i samband med de olympiska seglingstävlingarna 1984 i Los Angeles.